# The Best Little Whorehouse in Texas
The Best Little Whorehouse in Texas is een Amerikaanse komische musicalfilm uit 1982, mede geschreven en geregisseerd door Colin Higgins. De film is gebaseerd op de gelijknamige Broadwaymusical uit 1978. De hoofdrollen worden vertolkt door Burt Reynolds, Dolly Parton, Jim Nabors, Charles Durning en Dom DeLuise.

## Verhaal
Mona Stangley heeft het bordeel Chicken Ranch, dat al sinds 1910 bestaat en in Texas een uitstekende reputatie geniet, overgenomen van de vorige baas. Ze heeft een langdurige affaire met sheriff Ed Earl Dodd. Wanneer de egocentrische televisieverslaggever Melvin P. Thorpe een kruistocht tegen de gevestigde orde wil beginnen, zet de sheriff zijn reputatie op het spel om de ranch te redden.
Hij jaagt hem de stad uit, onder applaus van de bevolking. Maar deze beelden brachten de sheriff in de problemen. Hij vraagt Mona nu om twee maanden te sluiten totdat de situatie is gekalmeerd. Maar Mona laat het op dat moment winnende voetbalteam binnen. De verslaggever Thorpe weet het huis binnen te dringen en maakt onthullende filmbeelden van immorele activiteiten.
Nu doet de sheriff een laatste poging om de gouverneur van Texas tevreden te stellen. Maar hij, die aanvankelijk onzeker was, bekijkt de peilingresultaten en die zijn vóór sluiting. Teleurgesteld moet sheriff Mona nu de sluiting bevelen. Als alle meisjes weg zijn, bekent hij zijn liefde aan Mona. En hij krijgt een nieuw idee: samen met Mona opent hij een nieuwe Chicken Ranch in een andere stad.

## Rolverdeling
| Acteur          | Personage                        |
| --------------- | -------------------------------- |
| Burt Reynolds   | Sheriff Ed Earl Dodd             |
| Dolly Parton    | Mona Stangely                    |
| Dom DeLuise     | Melvin P. Thorpe                 |
| Charles Durning | Gouverneur                       |
| Theresa Merritt | Jewel                            |
| Jim Nabors      | Deputy Fred Wilkins              |
| Lois Nettleton  | Dulcie Mae                       |
| Noah Beery jr.  | Edsel Mackey                     |
| Robert Mandan   | Senator Charles Wingwood         |
| Raleigh Bond    | Burgemeester Rufus P. Poindexter |
| Barry Corbin    | C.J. Vernon                      |

## Productie
Dolly Parton nam het nummer "I Will Always Love You" opnieuw op voor The Best Little Whorehouse in Texas, uitgebracht op 12 juli 1982, als de eerste single van het soundtrackalbum. De single bereikte uiteindelijk de nummer 1-positie in de Billboard Hot Country Singles-hitlijst, wat Parton een zeldzame onderscheiding opleverde: twee keer de nummer 1-positie bereiken met hetzelfde nummer.

## Ontvangst
Op Rotten Tomatoes heeft The Best Little Whorehouse in Texas een waarde van 50% en een gemiddelde score van 4,70/10, gebaseerd op 28 recensies. Op Metacritic heeft de film een gemiddelde score van 40/100, gebaseerd op 10 recensies.

## Prijzen en nominaties
| Jaar | Prijs                   | Categorie                                      | Genomineerde(n)                         | Uitslag     |
| ---- | ----------------------- | ---------------------------------------------- | --------------------------------------- | ----------- |
| 1983 | Academy Awards (Oscars) | Beste mannelijke bijrol                        | Charles Durning                         | Genomineerd |
| 1983 | Golden Globes           | Beste film – musical of komedie                | Beste film – musical of komedie         | Genomineerd |
| 1983 | Golden Globes           | Beste actrice in een film – musical of komedie | Dolly Parton                            | Genomineerd |
| 1983 | Grammy Awards           | Best Country Vocal Performance (zangeres)      | "I Will Always Love You" – Dolly Parton | Genomineerd |

## Erfenis
- Het huis dat in de film wordt gebruikt, bevindt zich in Universal Studios in Hollywood en kan worden bekeken als onderdeel van de backlot-tramtour. De inspiratie voor de set kwam van een echt ranchhuis buiten Austin, Texas, dat te zien is in scènes uit de film.
- Het huis werd getoond in de televisieserie Ghost Whisperer, aflevering "The Lost Boys".
- Het huis was ook te zien in Rob Zombies horrorfilm House of 1000 Corpses uit 2003.